# Sildesø
Sildesøen er en lille sø i Fovrfeld, Esbjerg, beliggende omtrent 500 m fra stranden, bag Gravlunden. Den opstod i 1920'erne, da man havde behov for at grave klæg til at forstærke digerne langs stranden. Under krigen anlagde den tyske besættelsesmagt en betonvej omkring søen og etableret et større antal ammunitionsdepoter for den tyske krigsmarine.
Det er uvist hvorfra søen har fået sit navn.
Søen har hverken tilløb eller afløb, men er klarvandet og med små bestande af brasen og skalle.